# Aldo Mariátegui
Aldo Mariátegui Bosse (Lima, 9 de diciembre de 1964) es un abogado y periodista peruano nacionalizado español. Se le ha descrito como activista político de derechas o extrema derecha.

## Biografía
Aldo Mariátegui es el tercer hijo del industrial gráfico Sigfrido Mariátegui Chiappe y de Haydée Bosse Molloy; tataranieto del prócer y político liberal peruano Francisco Javier Mariátegui y Tellería; nieto del escritor, político y socialista José Carlos Mariátegui, y sobrino del político Sandro Mariátegui Chiappe, expresidente del Consejo de Ministros y ministro de Economía y de Relaciones Exteriores.
Estudió primaria en el Colegio Inmaculado Corazón y secundaria en el Colegio Santa María Marianistas de Lima. 
Estudió Derecho en la Pontificia Universidad Católica del Perú; y llevó cursos del doctorado en Ciencias Políticas en la Universidad Complutense de Madrid. Luego, completó una maestría de Periodismo del diario El País, en convenio con la Universidad Autónoma de Madrid en España. 
En Madrid, fue redactor del diario de economía Cinco Días en la capital española.
Trabajó como consultor en el Instituto Libertad y Democracia, fundado por Hernando de Soto.
Fue editor de la sección de economía del diario peruano El Comercio, subdirector del diario peruano Expreso y director del diario peruano Correo.
En 2003 Mariátegui condujo el programa Conexión económica en el canal Plus TV, de Cable Mágico (hoy Movistar Plus).
En Latina participó en 2010, junto con Mónica Delta, Sofía Franco, Claudia Cisneros y Luis Carlos Burneo, en el noticiero matutino A primera hora. Fue conductor por un breve periodo del bloque de entrevistas del noticiero 90 matinal (2013) y condujo, desde 2011 hasta enero de 2017, el programa Sin medias tintas, primero, junto con la periodista Mónica Delta y después brevemente con Augusto Álvarez Rodrich.
Acorde a la encuesta El poder en el Perú, ha sido reconocido varias veces como el periodista y analista de prensa escrita más importante del Perú en los años 2010, 2012 y 2017. Ha estado entre los dos periodistas más poderosos desde 2006.
A pesar de tener contrato vigente hasta diciembre del 2017, Latina no solo rescindió sin motivo sus servicios, sino que lo demandó en arbitraje por cinco millones de soles al reclamar por su salida. Mariátegui los demandó en el Poder Judicial en lo laboral por su contrato aún vigente. Todo el proceso legal acabó en una transacción extrajudicial a favor de Mariátegui. 
Fue director de Correo y escribió diariamente una columna de opinión. Debido a sus frases mordaces contra la izquierda, suele ser muy polémico. En sus columnas popularizó el término caviar para referirse a los izquierdistas que «encontraron un cómodo modo de vida [...]». Especificó que en lugar de proceder de clase trabajadora, «les encanta trabajar en el Estado [...] y han descubierto el discreto encanto de la burguesía». Dejó la dirección del mencionado periódico el 30 de enero de 2013, después de más de 7 años en el cargo. Mariátegui fue también vicepresidente periodístico del Grupo Epensa, al que pertenece Correo.
Un personaje controversial para los medios peruanos, al recurrir calificativos de «rojo» y otros, continuó trabajando de columnista en los diarios El Comercio y Perú 21.
El 21 de noviembre de 2015, publicó el libro El octavo ensayo, libro que es tanto una historia pormenorizada de la izquierda peruana como una dura crítica contra ella.
En 2016 Mariátegui empieza a conducir por primera vez en radio un programa llamado Aldo Mariátegui en Capital en Radio Capital.
En 2017 ingresó al programa Ampliación de noticias, junto con Patricia del Río y Fernando Carvallo, en RPP Noticias, y en marzo de 2018, se convirtió en conductor de ¿Quién tiene la razón? en RPP TV.
En 2019 inició un programa de opinión llamado La hora caviar, que fue transmitido por Willax Televisión.
Actualmente, desde 2021 dirige su microprograma Yo caviar, transmitido por Willax Televisión.

## Controversias

### Con congresista Supa
En el año 2009, Aldo Mariátegui fue duramente criticado tras la publicación de una portada del Diario Correo, cuando éste era su director periodístico, donde se cuestionaba irónicamente la idoneidad como parlamentaria de la congresista quechuahablante Hilaria Supa por su dominio precario del idioma español al redactar. También la presencia en el diario del polémico columnista Andrés Bedoya Ugarteche, criticado por su racismo, fue motivo de controversia. Mariátegui arguyó que defendía la libertad de expresión de Bedoya, por más desagradable que a algunos les pareciese.

### Reunión con Hinostroza
Ante el destape de las llamadas telefónicas del caso ‘Los Cuellos Blancos’ en el año 2018, el portal periodístico IDL-Reporteros difundió unas conversaciones telefónicas entre César Hinostroza, exjuez prófugo de la justicia, y Enrique Rodríguez Garayar, en donde ambos dialogan sobre la posibilidad de una reunión de Hinostroza con Aldo Mariátegui para abordar sobre una presunta candidatura de Hinostroza a la presidencia del Poder Judicial. Tras el escándalo, Mariátegui se pronunció aclarando que la cita se dio por un interés periodístico, que en ese entonces se desconocían las actividades ilegales de Hinostroza y puntualizó que su salida coincidente de Radio Programas del Perú ya había sido acordada tiempo atrás porque se iba a vivir al exterior.. El mismo Gustavo Gorriti, titular de IDL Reporteros, apoyó la versión de Mariátegui en una entrevista dada a "Chicharrón de Prensa" (11/08/18), nota que fue divulgada por el diario La República.También Gorriti precisó allí que el retiro de Mariátegui de RPP no tenía nada que ver con la reunión con Hinostroza.  

### Audios de la DEA
En junio del 2023, se difundió una transcripción de audio donde el excongresista fujimorista Joaquín Ramírez le afirma a Jesús Vásquez, informante de la Administración de Control de Drogas (DEA), que Aldo Mariátegui habría recibido un pago de US$600.000 para favorecer la candidatura presidencial de Keiko Fujimori durante la campaña de las elecciones del año 2011. Ante esto, Ramírez luego se prenunció mediante su cuenta de Twitter para exculpar y pedirle disculpas a Mariátegui por su ligereza.

## Carrera

### Televisión
- Yo caviar (2021-presente), Willax Televisión
- La hora caviar (2019-2020), Willax Televisión[17][23]
- ¿Quién tiene la razón? (2018), RPP TV
- 90 matinal (2013), Frecuencia Latina
- Sin medias tintas (2011-2016), Frecuencia Latina
- A primera hora (2009-2010), Frecuencia Latina
- Conexión económica (2003-2004), Plus TV

### Radio
- Aldo Mariátegui en Capital (2016-2017), Radio Capital
- Ampliación de noticias (2017-2018), RPP Noticias

### Diario
- Correo (2006-2013)
- Perú 21 (2013-presente)

## Publicaciones
- El populismo y el APRA. En El populismo en América y España, coord. José Álvarez Junco, Ricardo González Leandri. Madrid: Catriel, 1994, págs. 233-248, ISBN 84876880477.
- El octavo ensayo, Editorial Planeta, Lima, 2015, 161 páginas, ISBN 9786123190415.